# オオバイヌビワ
オオバイヌビワ （大葉犬枇杷、Ficus septics） は、クワ科イチジク属の樹木の一つ。大きな幅広い葉をつける。

## 特徴
常緑高木。若枝は無毛、托葉は披針形で先端が尖って長さ2-3cm。葉柄は長さ1.5-3.5cmで無毛。葉身は楕円形で先端は丸っこく、基部も幅広く、少し葉柄に流れる。葉身の長さは10-20cm（25cmになることもある）、幅は6-11cmで、縁は滑らかで両面無毛。
花嚢は葉腋に1つずつ着ける。雌雄異株で雌雄の花嚢は同形。花嚢の柄は太くて短く、長さ2-3mm。花嚢は平らな球形で径1.3cm、表面には白い点のような皮目が散らばる。また表面に縦条がある。熟すると径2cmほどになり、緑褐色。
和名は葉が大きいことから。

## 分布
奄美大島以南の琉球列島に見られ、国外では台湾、フィリピン、マレーシア、インドネシア、ニューギニア、オーストラリア、ポリネシアと広い分布域を持つ。

## 近似種など
琉球列島では、この属では最大級の葉の大きさを持つ。特に幅広い葉でつやが強いのでよく目立つ。葉腋に単生し、やや扁平な花嚢も特徴的。

## 画像集

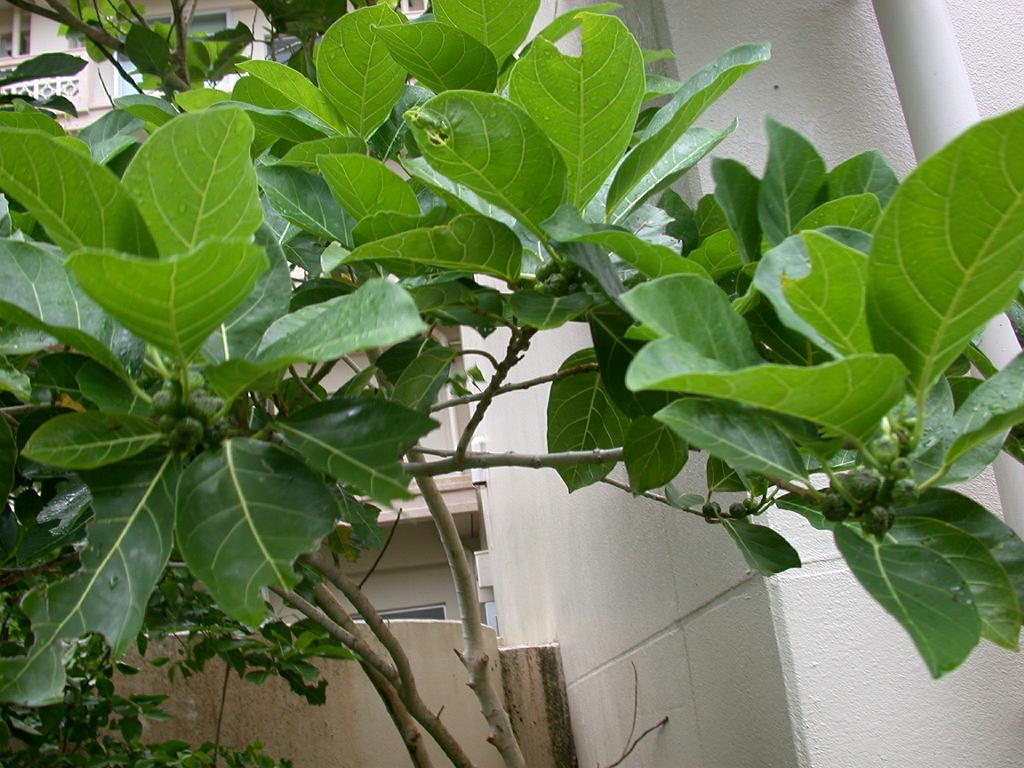
枝振り
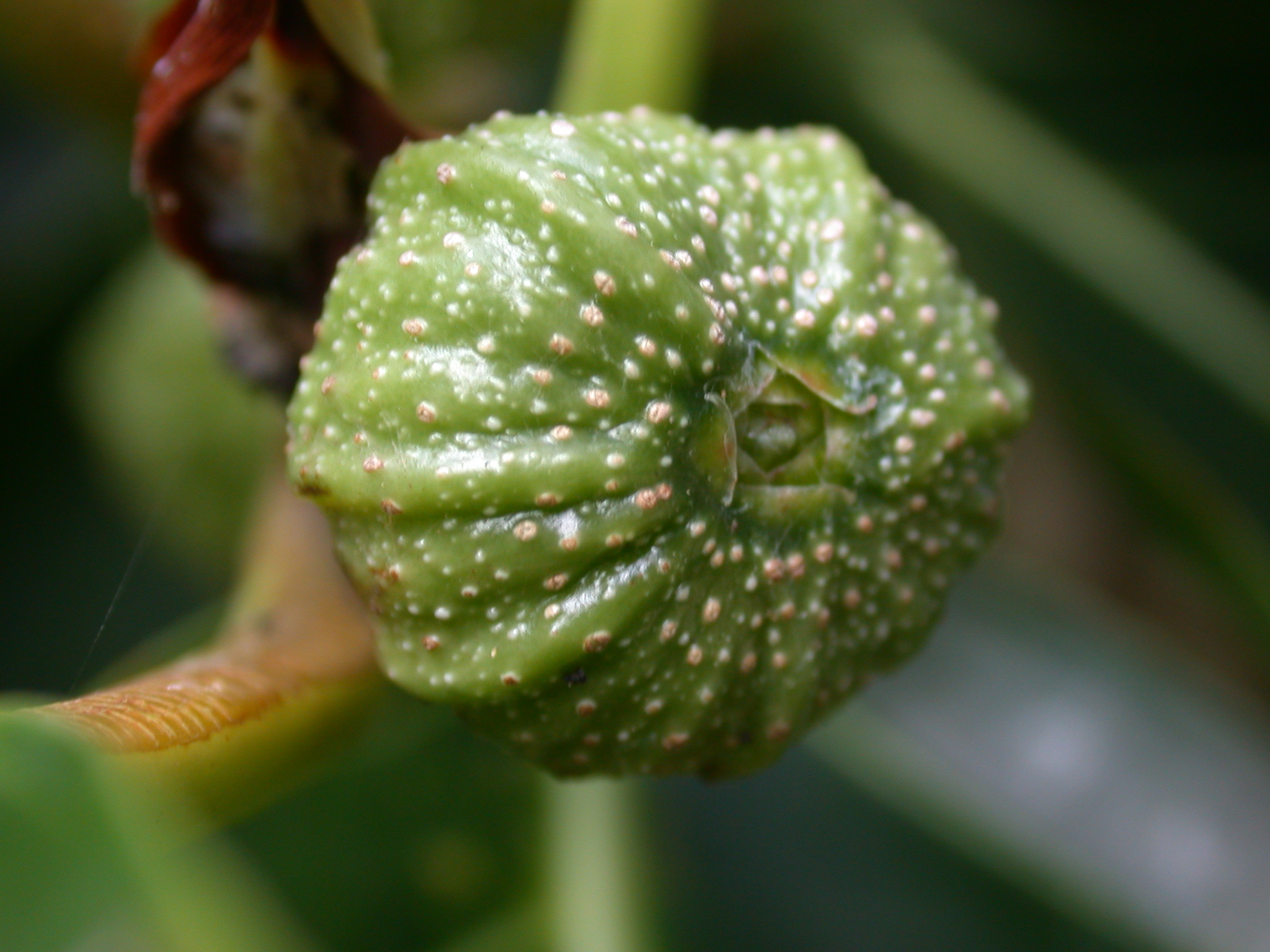
果嚢